# Tillandsia excelsa
Tillandsia excelsa là một loài thuộc chi Tillandsia.